# Oops!... I Did It Again (pesem)
»Oops!... I Did It Again« je pesem ameriške glasbenice Britney Spears. Pesem sta napisala in producirala Max Martin in Rami, in sicer za njen drugi glasbeni album, Oops!... I Did It Again (2000). 27. maja 2000 ga je založba Jive Records izdala kot prvi singl iz albuma. Pesem »Oops!... I Did It Again« je teen pop pesem, ki govori o dekletu, ki na ljubezen gleda kot na igro in se igra s čustvi svojega ljubimca ter trdi, da ni »tako nedolžna«. V eni kitici je v pesem vključen tudi sklic filma Jamesa Camerona, Titanik (1997).
Pesem »Oops!... I Did It Again« je bila s strani glasbenih kritikov deležna v glavnem samih pohval, večinoma so hvalili predvsem pevko, hkrati pa so opazili podobnosti z debitantskim singlom Britney Spears, »...Baby One More Time« (1999). Primerjali so jo tudi s pesmimi drugih ustvarjalcev, kot sta Barbra Streisand in Michael Jackson. Pesem »Oops!... I Did It Again« je uživala v velikem komericalnem uspehu in je zasedla prvo mesto na lestvicah v enajstih različnih državah ter se uvrstila med prvih pet pesmi v še šestih drugih državah. Najnižje se je uvrstila na ameriško glasbeno lestvico, Billboard Hot 100, kjer je zasedla deveto mesto. Singl »Oops!... I Did It Again« je prejel devet certifikacij v različnih državah, od zlate do dvakratne platinaste.
Videospot za pesem »Oops!... I Did It Again« je režiral Nigel Dick. Prikazuje Britney Spears med plesom na Marsu, pred njo pa se pojavi astronavt, ki je zaljubljen vanjo. Britney Spears je v videospotu nosila rdečo obleko iz lateksa, kar pa je občinstvo takrat označilo za preveč seksi. Britney Spears je s pesmijo večkrat nastopila v živo na televiziji, pa tudi na treh svetovnih turnejah, vključno s turnejo Oops!... I Did It Again World Tour, kjer je pesem izvedla med prvimi, turnejo Dream Within a Dream Tour in turnejo The Onyx Hotel Tour, kjer je izvedla preurejeno pesem z elementi jazza in bluesa.
Pesem »Oops!... I Did It Again« so mediji in javnost označili za eno izmed najrazpoznavnejših pesmi Britney Spears. Leta 2001 je bila pesem »Oops!... I Did It Again« nominirana za grammyja na 43. podelitvi grammyjev, in sicer v kategoriji za »najboljši ženski pop vokalni nastop«, vendar je nagrado nazadnje dobila Macy Gray s pesmijo »I Try« (2000). Pesem je bila istega leta nominirana tudi za nagrado Kids' Choice Awards v kategoriji za »najljubšo pesem«, medtem ko je bil videospot za pesem leta 2000 nominiran za tri nagrade MTV Video Music Awards.

## Ozadje
Pesem »Oops!... I Did It Again« sta napisala in producirala Max Martin in Rami Yacoub za drugi glasbeni album Britney Spears, Oops!...I Did It Again (2000). Britney Spears je vokale za pesem posnela novembra 1999 v studiju Cheiron v Stockholmu, Švedska, spremljevalne vokale pa sta posnela Max Martin in Nana Hedin. Max Martin je v studiju Cheiron posnel tudi remix za pesem. Pesem je 27. marca 2000 preko radija izšla kot glavni singl iz albuma. Kasneje leta 2001 je bila pesem »Oops!... I Did It Again« na 43. podelitvi grammyjev nominirana za grammyja v kategoriji za »najboljši ženski pop vokalni nastop«, vendar je nagrado nazadnje dobila Macy Gray s pesmijo »I Try« (2000). Pesem je bila istega leta nominirana tudi za nagrado Kids' Choice Awards v kategoriji za »najljubšo pesem«.

## Sestava
Pesem »Oops!... I Did It Again« je teen pop in dance-pop pesem, ki traja tri minute in dvaintrideset sekund. Po mnenju Jocelyn Vena iz MTV-ja besedilo pesmi »odraža razvoj Britney Spears od nagajive šolarke do intergalaktične seks mačke.« Pesem je napisana v c-molu, vokali Britney Spears pa se raztezajo čez eno oktavo, od C3 do A4. Novinar revije Billboard je v svoji oceni opazil, da je pesem po besedilu precej podobna pevkinemu debitantskemu singlu, »...Baby One More Time«, celoten zvok pa je primerjal z remixom za pesem »(You Drive Me) Crazy«. Pesem »Oops!... I Did It Again« sestavlja osnovna procesija akrodov Cm–Cm. V eni izmed kitic je v pesem vključen tudi sklic filma Jamesa Camerona, Titanik (1997).

## Sprejem kritikov
Pesem »Oops!... I Did It Again« je bila s strani glasbenih kritikov deležna v glavnem samih pohval. Novinar revije Billboard je, na primer, napisal, da je pesem »solidna pop pesem, ki bi morala prispevati veliko k pevkini uspešni nadaljnji karieri.« Rob Sheffield iz revije Rolling Stone je pesem glasbeno primerjal s pesmijo Barbre Streisand, »Woman In Love«, po besedilu pa se mu je zdela podobna pesmi »I Started Something I Couldn't Finish« glasbene skupine The Smiths. Napisal je, da je pesem »brutalna kot vse Britneyjine pesmi, vse skupaj pa izkazuje nasilno ambivalentno seksualno zmedo, s katero se lahko njeni oboževalci povežejo, brcanje in kričanje, s čimer želi odkriti svoje želje, preden se svet odloči namesto nje«. Novinar revije NME je sestavo pesmi primerjal s sestavo pesmi Michaela Jacksona iz osemdesetih, označil pa jo je za »nekoliko tršo, sicer pa popolno kopijo pesmi '...Baby One More Time', vendar lahko enostavno postane njen prebojni singl.«. Andy Battaglia s spletne strani Salon.com je napisal, da je pesem »kot himna za tiste, ki si ne želijo končati tam, med najstniki najpopularnejši prepovedan sadež pa pesem naredi sladko sado-mazohistično, podobno kot pri pesmi '... Baby One More Time'.« Bill Lamb s spletne strani About.com je pesem uvrstil na šesto mesto svojega seznama desetih najboljših pesmi Britney Spears, kar je utemeljil z besedami: »'Oops!..I Did It Again' se ne da hitro pozabiti, je zmagoslavna vrnitev v formulo in delirično duhovita. Britney ob koncu izgovori tudi nekaj besed, ki namigujejo na Titanik, kar je drugi zmagoslavni akt za Britney.«

## Dosežki na lestvicah
Ob koncu tedna 17. junija 2000 je pesem »Oops!… I Did It Again« dosegla deveto mesto na lestvici Billboard Hot 100, s čimer je postala tretja uspešnica Britney Spears, ki je na tej lestvici dosegla eno izmed prvih desetih mest. Kljub temu, da je pesem zasedla eno izmed prvih desetih mest na lestvici, je bila založba Jive razočarana nad prodajo singla v Združenih državah Amerike. Zaradi tega je založba pesem v Združenih državah Amerike izdala samo preko radijev in ne preko zgoščenke. Pesem je zasedla tudi osmo mesto na lestvici Hot 100 Airplay. Uvrstila se je tudi na prvo mesto lestvice Billboard Pop Songs ter eno izmed prvih desetih mest na lestvicah Rhythmic Top 40 in Top 40 Tracks.
Zunaj Združenih držav Amerike je pesem »Oops!... I Did It Again« zasedla eno izmed prvih petih mest na vseh evropskih lestvicah, na katere se je uvrstila, vključno s francosko, kjer je zaradi 250.000 prodanih kopij izvodov v državi prejela zlato certifikacijo s strani organizacije Syndicat National de l'Édition Phonographique, in nemško, kjer je tudi prejela zlato certifikacijo, in sicer s strani organizacije International Federation of the Phonographic Industry. Pesem »Oops!... I Did It Again« je na evropski glasbeni lestvici zasedla prvo mesto, kjer je ostala šest zaporednih tednov, kasneje pa je postala tretji singl Britney Spears, ki je zasedel prvo mesto na britanski lestvici ter za 423.000 prodanih izvodov prejela zlato certifikacijo s strani organizacije British Phonographic Industry. Pesem »Oops!... I Did It Again« je debitirala na prvem mestu avstralske lestvice ter kasneje prejela platinasto certifikacijo s strani organizacije Australian Recording Industry Association za 70.000 prodanih kopij. Na novozelandski glasbeni lestvici je pesem »Oops!... I Did It Again« 21. maja 2000 debitirala na devetintridesetem mestu in dva tedna kasneje, 4. junija, zasedla drugo mesto na lestvici. Potem, ko je pesem v državi prodala 15.000 kopij izvodov, je s strani organizacije Recording Industry Association of New Zealand prejela platinasto certifikacijo. Na lestvici je ostala osemnajst tednov. Po podatkih organizacije Nielsen SoundScan je pesem »Oops!... I Did It Again« prodala 369.000 kopij preko spleta in 57.000 fizičnih izvodov singla v Združenih državah Amerike.

## Videospot

### Razvoj
Videospot za pesem »Oops!... I Did It Again« je režiral Nigel Dick, snemali pa so ga od 17. do 18. marca 2000 v Universal Cityju, Kalifornija. Koreografijo za videospot je sestavila Tina Landon. Zgodbo si je izmislila Britney Spears, ki je želela, da jo upodobijo kot dekle, ki »pleše na [planetu] Mars«. Prosila je tudi, naj jo oblečejo v tesno prilegajočo se, nekoliko bolj provokativno rdečo obleko iz lateksa. Med snemanjem videospota je na pevkino glavo padla kamera. Njena mama, Lynne, je sprožila govorice, da je njena hči najbrž doživela pretres možganov, saj naj bi potem, ko je nanjo padla kamera, močno krvavela iz glave. Na snemanje so poklicali zdravnika in zaradi poškodbe je Britney Spears potrebovala štiri šive, vendar se je na snemanje videospota kljub temu vrnila čez komaj štiri ure. Videospot se je premierno predvajal v MTV-jevi oddaji Making the Video 10. aprila 2000, dva dneva kasneje pa je postal največkrat predvajan videospot v oddaji Total Request Live. Kasneje je bil videospot nominiran za tri nagrade MTV Video Music Awards, in sicer v kategorijah za »najboljši ženski videospot«, »videospot po izbiri občinstva« in »najboljši pop videospot«.

### Zgodba
Videospot se začne z bežnim prizorom astronavta, ki na Marsu najde kamen, na katerem je narisana naslovnica albuma Oops!... I Did It Again. Znanstvenik na Zemlji si kamen ogleda preko video oddajnika in reče: »Luštkano. Kaj pa je to?« Astronavt odgovori: »Oh, luštkano je že. Pa saj to ne more biti ...« Kmalu za tem se tla začnejo tresti in Britney Spears, oblečena v tesno oprijeto rdečo obleko iz lateksa, se pojavi na odru in začne se predvajati glasba. Začne plesati in peti, astronavta pa odpihne v zrak nad njo. Malo zatem se v zrak požene tudi Britney Spears in pristane zraven astronavta. Nekje na sredi pesmi Britney Spears v beli jakni, usnjenem kratkem krilu in ujemajočih se usnjenih škornjih pristane zraven astronavta. Astronavt ji podari »Srce oceana«, ogrlico, ki je bila predmet v filmu Titanik (1997), s čimer simbolizira svojo ljubezen do nje. Sprašuje se, kako je prišel do nje in mu reče: »Ampak mislila sem, da ga je stara gospa na koncu vrgla v ocean,« astronavt pa na to odgovori z: »No, ljubica, odšel sem dol in ga poiskal zate.« Kakorkoli že, pevka samo zaigra naklonjenost do njega, pri čemur reče samo: »Oh, ne bi smel.« Astronavt z zlomljenim srcem s povešenimi rameni odide stran. Ples se nadaljuje in pridruži se jim tudi astronavt, ki izvede ples, imenovan »moonwalking«. Postaja na Zemlji se ob prenosu glasbe z Marsa prične tresti. Videospot vključuje tudi odlomke z Britney Spears, oblečeno v belo majico in krilo, ki bosonoga leži na belih ploščicah, obkrožena s plesalci na tleh okrog nje.

## Nastopi v živo
7. septembra 2000 je Britney Spears izvedla nepozabljiv nastop na podelitvi nagrad MTV Video Music Awards v dvorani Radio City Music Hall, ki je vključeval tudi njeno verzijo uspešnice glasbene skupine Rolling Stones iz leta 1965, »(I Can't Get No) Satisfaction« ter lastno uspešnico, »Oops!... I Did It Again«, ki je izšla prej tistega leta. Ko je pričela z nastopom, je nosila črno moško obleko, med nastopom pa je občinstvo in medije šokirala, ko si je, stara komaj osemanjst let, strgala obleko in razkrila obleko, sestavljeno iz mnogih kristalov Swarovski.. Novinar revije Entertainment Weekly je ob koncu desetletja pesem uvrstil na svoj seznam »najboljših«, k čemur so dodali: »To je Britney Spears, ki se je želimo spominjati -- pred živčnim zlomom, staro komaj 19 let, kako se je skoraj gola zvijala in tresla na odru med nastopanjem s pesmima 'Satisfaction' in 'Oops!… I Did It Again'. Čista kičasta blaženost.«
Britney Spears je s pesmijo nastopila tudi v različnih televizijskih serijah. 12. maja 2000 je s pesmijo nastopila v oddaji The Rosie O'Donnell Show, 13. maja v NBC-jevi oddaji Saturday Night Live, 14. maja v MTV-jevi oddaji Times Square Studios v sklopu svojega dvournega koncerta, imenovanega »Britney Live«, 16. maja v oddaji Total Request Live, 20. maja v Nickelodeonovi seriji All That in 23. maja v oddaji The Tonight Show With Jay Leno. Kanal Fox je izdal specijalko, naslovljeno kot »Britney In Hawaii«, ki je izšla 8. junija 2000 in je vključevala tudi ekskluzivni nastop s pesmijo. Potem, ko je podpisala pogodbo s podjetjem McDonald's, je pevka skupaj z deško glasbeno skupino 'NSYNC posnela ekskluzivno reklamo za podjetje, ki je vključevala tudi pesem »Oops!... I Did It Again«, v Surreyju, Britanska Kolumbija, kjer pa pesmi ni zapela v živo.
Britney Spears je s pesmijo nastopila na treh turnejah. Leta 2000 je na turneji Oops!... I Did It Again World Tour pesem izvedla kot prvo, nastop pa je vključeval tudi pirotehnične in druge učinke, Britney Spears pa je med nastopom nosila črno dvodelno obleko z oranžnimi plameni. Pesem se je končala s pevkinim odhodom v tunel z ognjem. Leta 2001 je pesem ponovno kot prvo izvedla tudi na turneji Dream Within a Dream Tour, medtem ko je na turneji The Onyx Hotel Tour leta 2004 izvedla preurejeno pesem z elementi jazza in bluesa, Britney Spears pa jo je izvedla z letnim mikrofonom, pri čemer so jo spremljali še spremljevalni pevci.

## Ostale različice in vplivi
Svojo različico »Oops!... I Did It Again« je posnelo še veliko drugih ustvarjalcev. Nemški pevec Max Raabe je posnel kabaretsko verzijo pesmi z orkestrom Palasst za njihov album Super Hits (2001). Svojo verzijo pesmi so za svoje albume posneli tudi ameriška pop rock glasbena skupina Zebrahead in finska heavy metal glasbena skupina Children of Bodom, medtem ko je pevka Rochelle preko založbe Almighty Records posnela eurodance različico pesmi. Irski pop rap duet Jedward je s pesmijo v živo nastopil v oddaji The X Factor leta 2009. Leta 2005 je komična spletna stran Super Master Piece izdala pesem z naslovom »Oops I Did It Again!: Izvirnik«. Njihovo verzijo pesmi naj bi v originalu posnel Louis Armstrong leta 1932 v Chicagu, Illinois. Kakorkoli že, v resnici jo je posnel Shek Baker, in sicer malce po izidu pesmi. Richard Thompson je posnel svojo različico pesmi »Oops!... I Did It Again« v srednjeveškem stilu za svoj album 1000 Years of Popular Music, Bob Rivers pa je posnel parodijo pesmi, naslovljeno kot »Oops! I Farted Again«. Izdali so še tri druge video parodije na pesem, naslovljene kot Dance Dance Revolution 5thMix, Dance Dance Revolution Extreme 2 in Karaoke Revolution Volume 3. Pesem »Oops!... I Did It Again« je bila vključena tudi v veliko televizijskih serij, vključno z ameriško serijo Will & Grace in v prvi epizodi satirične serije Neighbors from Hell, naslovljeni kot »Snorfindesdrillsalgoho«. Leta 2010 je ameriška serija Glee izdala epizodo z naslovom »Britney/Brittany«, kjer lik, imenovan Brittany Pierce, ki ga igra Heather Morris, med izvajanjem pesmi »I'm a Slave 4 U« pleše v rdeči tesno oprilegajoči se obleki.

## Ostale verzije
| - CD s singlom 1. »Oops!... I Did It Again« — 3:30 2. »Oops!... I Did It Again« (inštrumentalni) — 3:29 3. »From the Bottom of My Broken He«art (Ospinin funk remix) — 3:29 4. »Deep in My Heart« — 3:34 - Britanski CD s singlom 1. »Oops!... I Did It Again« — 3:30 2. »Deep in My Heart« — 3:34 3. »From the Bottom of My Broken Heart« (Ospinin funk remix) — 3:29 | - Remixi - EP 1. »Oops!... I Did It Again« — 3:30 2. »Oops!... I Did It Again« (remix Rodneyja Jerkinsa) — 3:07 3. »Oops!... I Did It Again« (Ospinin remix) — 3:15 4. »Oops!... I Did It Again« (radijski remix Ups! »Spet smo posneli remix!« Riprocka in Alexa G.-ja) — 3:54 5. »Oops!... I Did It Again« (Ospinin klubski remix) — 6:05 6. »Oops!... I Did It Again« (klubski remix Ups! »Spet smo posneli remix!« Riprocka in Alexa G.-ja) — 4:52 7. »Oops!... I Did It Again« (Ospinin inštrumentalni remix) — 6:05 - Dodatek k albumu The Singles Collection 1. »Oops!... I Did It Again« — 3:30 2. »Deep in My Heart« — 3:34 |

## Ostali ustvarjalci
| - Britney Spears – glavni vokal, spremljevalni vokali - Max Martin – tekstopisec, producent, remix, programiranje, sintetizator, spremljevalni vokali - Rami Yacoub – tekstopisec, producent, inženir remixa, programiranje, sintetizator - John Amatiello – inženir detajlov - Esbjörn Öhrwall – kitara - Johan Carlberg – kitara - Thomas Lindberg – bas kitara | - Nana Hedin – spremljevalni vokali - Chatrin Nyström – zvok množice - Jeanette Stenhammar – zvok množice - Johanna Stenhammar – zvok množice - Charlotte Björkman – zvok množice - Therese Ancker – zvok množice |

Vir:

## Dosežki in certifikacije

### Tedenske lestvice
| Lestvica (2000)                               | Dosežki |
| --------------------------------------------- | ------- |
| Avstralija (ARIA)                             | 1       |
| Avstrija (Ö3 Austria Top 75)                  | 2       |
| Belgija (Flandrija; Ultratop 50)              | 3       |
| Belgija (Valonija; Ultratop 40)               | 1       |
| Kanada (RPM-jeva lestvica s singli)           | 1       |
| Danska (Billboard)                            | 1       |
| Evropa (European Hot 100 Singles)             | 1       |
| Finska (Suomen virallinen lista)              | 2       |
| Francija (SNEP)                               | 4       |
| Nemčija (Media Control AG)                    | 2       |
| Irska (IRMA)                                  | 2       |
| Italija (FIMI)                                | 1       |
| Nizozemska (Dutch Top 40)                     | 1       |
| Nova Zelandija (RIANZ)                        | 1       |
| Norveška (VG-lista)                           | 1       |
| Švedska (Sverigetopplistan)                   | 1       |
| Švica (Media Control AG)                      | 1       |
| Združeno kraljestvo (UK Singles Chart)        | 1       |
| Združene države Amerike (Billboard Hot 100)   | 9       |
| Združene države Amerike (Billboard Pop Songs) | 1       |

|

### Lestvice ob koncu leta
| Država                  | Dosežek |
| ----------------------- | ------- |
| Avstralija              | 35      |
| Avstrija                | 12      |
| Belgija (Flandrija)     | 11      |
| Belgija (Valonija)      | 16      |
| Francija                | 31      |
| Nemčija                 | 23      |
| Nova Zelandija          | 23      |
| Švica                   | 7       |
| Združeno kraljestvo     | 15      |
| Združene države Amerike | 55      |

### Certifikacije
| Država              | Certifikacija |
| ------------------- | ------------- |
| Avstralija          | Platinasta    |
| Avstrija            | Zlata         |
| Francija            | Zlata         |
| Nemčija             | Zlata         |
| Nizozemska          | Zlata         |
| Nova Zelandija      | Platinasta    |
| Švedska             | 2× Platinasta |
| Švica               | Zlata         |
| Združeno kraljestvo | Zlata         |

|}

### Ostali pomembnejši dosežki
| Predhodnik: »Maria Maria« od Santane                                          | Prvo mesto na švedski glasbeni lestvici 4. maj 2000 – 18. maj 2000                | Naslednik: »Mera Mål!« od Markoolia skupaj z Arneom Hegerforsom              |
| Predhodnik: »Maria Maria« od Santane                                          | Prvo mesto na švicarski glasbeni lestvici 7. maj 2000 – 28. maj 2000              | Naslednik: »It's My Life« od Bon Jovija                                      |
| Predhodnik: »Maria Maria« od Santane                                          | Prvo mesto na evropski glasbeni lestvici 13. maj 2000 – 24. junij 2000            | Naslednik: »It's My Life« od Bon Jovija                                      |
| Predhodnik: »The Bad Touch« od Bloodhounda Ganga                              | Prvo mesto na italijanski glasbeni lestvici 5. maj 2000                           | Naslednik: »It's My Life« od Bon Jovija                                      |
| Predhodnik: »Never Be the Same Again« od Mel C skupaj z Liso »Left Eye« Lopes | Prvo mesto na nizozemski glasbeni lestvici 13. maj 2000 – 20. maj 2000            | Naslednik: »It's My Life« od Bon Jovija                                      |
| Predhodnik: »Never Be the Same Again« od Mel C skupaj z Liso »Left Eye« Lopes | Prvo mesto na norveški glasbeni lestvici 18. teden 2000 – 22. teden 2000          | Naslednik: »The Whistle Song« od DJ Aligator Projecta                        |
| Predhodnik: »Les trois cloches« od Tine Arene                                 | Prvo mesto na valonski glasbeni lestvici 5. maj 2000 – 12. maj 2000               | Naslednik: »Freestyler« od Bomfunk MCs                                       |
| Predhodnik: »Bound 4 Da Reload (Casualty)« od Oxidea & Neutrina               | Prvo mesto na britanski glasbeni lestvici 7. maj 2000 – 14. maj 2000              | Naslednik: »Don't Call Me Baby« od Madison Avenue                            |
| Predhodnik: »Say My Name« od Destiny's Child                                  | Prvo mesto na avstralski glasbeni lestvici 28. maj 2000 – 11. junij 2000          | Naslednik: »Who The Hell Are You« od Madison Avenue                          |
| Predhodnik: »Thong Song« od Sisqa                                             | Prvo mesto na novozelandski glasbeni lestvici 4. julij 2000 – 11. junij 2000      | Naslednik: »Never Be the Same Again« od Mel C skupaj z Liso »Left Eye« Lopes |
| Predhodnik: »I Try« od Macy Gray                                              | Prvo mesto na lestvici Billboard Top 40 Mainstream 10. junij 2000 - 1. julij 2000 | Naslednik: »It's Gonna Be Me« od 'NSYNC                                      |